# Friederike Buchegger
Die Wienerin Friederike Buchegger (teilweise auch Friedericke Buchegger) ist eine österreichische Gerechte unter den Völkern. Sie war maßgeblich an der Rettung des tschechischen Juden Walter Posiles und dessen Brüdern Hans und Ludwig vor der Deportation in das KZ Theresienstadt beteiligt.
Walter Posiles und die Wienerin Edeltrud Becher waren wegen „Rassenschande“ angezeigt worden. Durch ihre Kontakte zu einem Beamten der Wiener Polizei konnte Friedericke Buchegger die Vernichtung der belastenden Akte erwirken. Trotzdem mussten die Brüder weiter im Untergrund leben. 1942 nahm Friedericke Walters Bruder Ludwig bei sich auf und versteckte ihn. Im August 1942 erkrankte Walter schwer an Lungen- und Rippenfellentzündung. Friedericke vermittelte den Arzt Ernst Pick. Der war bereit, den lebensgefährlich erkrankten Walter zu behandeln, ohne ihn in ein Spital einzuweisen.
Friederike Buchegger wurde 1978 von der israelischen Holocaustgedenkstätte Yad Vashem als „Gerechte unter den Völkern“ ausgezeichnet.